# Marathon van Utrecht 1990
De Utrecht Marathon 1990 vond plaats op zondag 29 april 1990 in Utrecht. 
De wedstrijd bij de mannen werd gewonnen door Wim van Gemert in 2:26.58 en bij de vrouwen door Hennie Pot in 3:03.00. Naast de hele afstand kende het evenement ook een halve marathon.

## Uitslagen

### Marathon

#### Mannen
| rang   | naam               | land | tijd    |
| ------ | ------------------ | ---- | ------- |
| Goud   | Wim van Gemert     | NED  | 2:26.58 |
| Zilver | Wim Ockhuyzen      | NED  | 2:28.03 |
| Brons  | Geert Visser       | NED  | 2:29.37 |
| 4      | Mart van Hoolwerff | NED  | 2:30.47 |
| 5      | Michel Luytgaarden | NED  | 2:33.49 |

#### Vrouwen
| rang   | naam           | land | tijd    |
| ------ | -------------- | ---- | ------- |
| Goud   | Hennie Pot     | NED  | 3:03.00 |
| Zilver | Marie José Dam | NED  | 3:12.45 |
| Brons  | Schrijvers     | NED  |         |

### Halve marathon

#### Mannen
| rang   | naam           | land | tijd    |
| ------ | -------------- | ---- | ------- |
| Goud   | Kim Reynierse  | NED  | 1:05.15 |
| Zilver | Jos Sasse      | NED  | 1:05.44 |
| Brons  | Dick Tesselaar | NED  | 1:06.08 |
| 4      | Gerard Nijboer | NED  | 1:06.18 |
| 5      | Aart Stigter   | NED  | 1:07.32 |

#### Vrouwen
| rang   | naam                | land | tijd    |
| ------ | ------------------- | ---- | ------- |
| Goud   | Mieke Hombergen     | NED  | 1:19.40 |
| Zilver | Annet van der Tolen | NED  | 1:23.07 |
| Brons  | Desiree Heynen      | NED  | 1:24.30 |

1978 · 
1979 · 
1980 · 
1981 · 
1982 · 
1983 · 
1984 · 
1985 · 
1986 · 
1987 · 
1988 · 
1989 · 
1990 · 
1991 · 
1992 · 
1993 · 
1994 · 
1995 · 
1996 · 
1997 · 
1998 · 
1999 · 
2000 · 
2001 · 
2002 · 
2003 · 
2004 · 
2005 · 
2006 · 
2007 · 
2008 · 
2009 · 
2010 ·
2011 ·
2012